# Velichov (tvrz)
Velichov je zaniklá tvrz u stejnojmenné obce v okrese Karlovy Vary. Stávala pravděpodobně na jižním okraji vesnice. Od roku 1964 je tvrziště chráněno jako kulturní památka.

## Historie
První písemná zmínka o Velichovu pochází z roku 1142, kdy patřil klášteru v Doksanech. Od něj vesnici získal král Jan Lucemburský a učinil z ní manský statek blízkého hradu Hauenštejn. V roce 1359 jsou zmiňováni manové bratři Oldřich a Erhart z Rugeheusenštejna, ale další písemné zprávy se vztahují až k mladší tvrzi postavené na místě velichovského zámku.

## Stavební podoba
Předpokládané tvrziště se nachází na nevýrazné ostrožně porostlé lesem. Má oválný půdorys obehnaný příkopem. Jediným pozůstatkem staveb je kamenný objekt nejasného stáří. Místo je porušené množstvím mladších zásahů a bez archeologického výzkumu nelze existenci tvrziště jednoznačně potvrdit.

## Přístup
Místo, kde tvrz údajně stávala, je volně přístupné, ale nevede k němu žádná turisticky značená trasa. Nachází se jižně od objektu lesní správy.